# Sk8er Boi
Az Sk8er Boi Avril Lavigne második kislemeze a Let Go című első albumáról. 2002-ben jelent meg, bekerült a Billboard Hot 100 listáján az első 10-be. Nyolcadik helyen végzett az Egyesült Királyságban, harmadik helyezést ért el Ausztráliában, ötödiket Mexikóban és 28.-at Kanadában. A dalt Avril Lavigne és a The Matrix (Scott Spock, Lauren Christy, and Graham Edwards) írta és készítette.

## A kislemez dalai
1. Sk8er Boi
2. Get Over It
3. Nobody’s Fool
4. Sk8er Boi (video

## Videóklip
A dal videóklipjében Avril egy pólót visel, melyen a „Wilkesboro Elementary School” emblémája látható. A video megjelenése után az iskolához annyi kérés érkezett pólók vásárlására, hogy számítógépeket tudtak vásárolni a pólók eladásából.

## Ranglisták
| Ranglista (2002)              | Helyezés |
| ----------------------------- | -------- |
| New Zealand Singles Chart     | 2        |
| Los 40 Principales Spain      | 1        |
| Canadian Singles Chart        | 28       |
| Italy Top 40                  | 10       |
| U.S. Billboard Hot 100        | 10       |
| U.S. Billboard Top 40 Tracks  | 3        |
| UK Singles Chart              | 8        |
| Irish Singles Chart           | 6        |
| Australian ARIA Singles Chart | 3        |
| World Chart Show              | 6        |
| Mexico Singles Chart          | 5        |
| U.S ARC Chart (Radio) Top 40  | 1        |
| Swedish Charts                | 12       |

## Megtalálhatóság
A dal megtalálható az Elite Beat Agents című játékban, amikor egy taxival szállítanak egy terhes nőt a kórházba.
2003-ban a Paramount Pictures kiválasztotta a dalt egy készülő filmhez. 2006 decemberében a film készítését abbahagyták.